# Djébel ad Dukhan
Le djébel ad Dukhan (en arabe : جبل الدخان, « montagne de fumée ») est une colline de Bahreïn et le point culminant du pays. Il se situe à une altitude de 134 mètres, dans le centre de l'île principale, sur un vaste plateau calcaire où ces quelques collines détonnent nettement. Le sommet est situé à environ 40 kilomètres au sud de la capitale du pays, Manama, et à environ 4 kilomètres à l'est du circuit international de Sakhir.
Le djébel ad Dukhan est nommé ainsi à cause de la brume qui l'entoure souvent par temps humide.
Des grottes se trouvent au voisinage de la montagne. Des silex ont été retrouvés sur et aux alentours de la colline.

## Ascension
On accède aux collines en passant d'abord un vaste complexe pétrochimique, puis en suivant la direction du musée national du pétrole situé peu après. Passé le musée, une route permet de contourner par l'ouest les quelques collines et les antennes installées dessus, pour enfin arriver juste avant l'entrée d'une caserne militaire. Un vaste parking libre d'accès est situé en face du sommet, offrant à la vue un dénivelé certes modeste, mais un terrain caillouteux pentu depuis ce versant.
Le sommet n'est pas officiellement interdit d'accès, aucune clôture n'interdisant à proprement parler l'accès à pieds aux flancs de la colline. Il n'est pas non plus vraiment accessible, du fait de l'absence de chemin tracé sur ce terrain pour en faciliter la marche. L'usage limité des mains peut être parfois nécessaire pour plus de stabilité dans la progression, si l'on décide malgré cela la courte ascension. La vue depuis le sommet permet de contempler le vaste plateau alentour.